# Curriculum
Curriculum is een uit het Latijn afkomstige term voor het leerplan van een school of opleiding. Het curriculum bevat ten minste een opsomming van de leerstof en de doelen die behaald dienen te worden.
Een curriculum is de snelle weergave van de inhoud van een opleiding, dat wil zeggen de vakken en de inhoud van die vakken, ten behoeve van geïnteresseerden die kennis willen nemen van of wellicht deel willen nemen aan de betreffende opleiding.
Er zijn verschillende niveaus waarop een curriculum vorm kan krijgen, op landelijk niveau zijn er voor het primair onderwijs en de onderbouw van het voortgezet onderwijs kerndoelen. Voor de bovenbouw van het voortgezet onderwijs spreekt men over eindtermen en examenprogramma´s. Commerciële opleiders gebruiken het curriculum om de eigen opleidingen in de markt te zetten en aan te prijzen.

## Andere betekenissen
Curriculum wordt ook wel gebruikt als afkorting voor curriculum vitae.